# Чеберко, Иван Иванович
Иван Иванович Чеберко (15 августа 1923, Шевченково — 8 ноября 2004, Пологи) — красноармеец Рабоче-крестьянской Красной армии, участник Великой Отечественной войны. Герой Советского Союза (1945).

## Биография
Родился 15 августа 1923 года в селе Шевченково Пологовского района (ныне — Запорожской области Украины). После окончания семи классов школы работал в колхозе. В августе 1941 года Чеберко был призван на службу в Рабоче-крестьянскую Красную армию. В боях дважды был ранен.
К апрелю 1945 года красноармеец Иван Чеберко был понтонёром 5-го тяжёлого моторизованного понтонно-мостового полка 65-й армии 2-го Белорусского фронта. Отличился во время освобождения Польши. 18 апреля 1945 года Чеберко переправился через Одер к югу от Штеттина и нашёл место для постройки пристани. В дальнейшем он переправлял на понтонах советские части. 22 апреля 1945 года под массированным вражеским обстрелом оперативно заделал пробоины, сохранив мост для переправы. 23 апреля 1945 года Чеберко совершил 12 рейсов на пароме, переправляя на плацдарм боевую технику.
Указом Президиума Верховного Совета СССР от 29 июня 1945 года за «образцовое выполнение боевых заданий командования на фронте борьбы с немецкими захватчиками и проявленные при этом мужество и героизм» красноармеец Иван Чеберко был удостоен высокого звания Героя Советского Союза с вручением ордена Ленина и медали «Золотая Звезда» за номером 5562.
После окончания войны Чеберко был демобилизован. Проживал и работал в Пологах.
Скончался 8 ноября 2004 года, похоронен в селе Украинское Пологовского района Запорожской области Украины.
Был также награждён орденом Отечественной войны 1-й степени и рядом медалей.